# 瓦利森特鎮區 (堪薩斯州波尼縣)
瓦利森特鎮區（英語：Valley Center Township）為美國堪薩斯州波尼縣轄下的鎮區。2010年美国人口普查中該鎮區人口有46人。

## 地理
瓦利森特鎮區涵蓋總面積為92.40平方（35.68平方英里）。

## 人口統計
根據2010年美國人口普查，瓦利森特鎮區人口有46人，住房24戶，人口密度為0.5人/每平方公里。此鎮區居民之種族中，白人佔93.48%，非裔美國人佔0%，美洲原住民佔0%，亞裔美國人佔0%，太平洋島裔美國人佔0%，其他種族佔6.52%，混血種族則佔0%。而西班牙裔或拉丁裔美國人佔此鎮區人口的6.52%。